# Gökhan Sazdağı
Gökhan Sazdağı (* 20. September 1994 in Istanbul) ist ein türkischer Fußballspieler.

## Karriere

### Verein
Sazdağı kam im Istanbuler Stadtteil Üsküdar auf die Welt und begann 2006 in der Jugendabteilung von Selimiye SK mit dem Vereinsfußball. Nach vier Jahren wechselte er in die Nachwuchsabteilung von Fenerbahçe Istanbul. Hier erhielt er 2013 einen Profivertrag und wurde  anschließend an den Drittligisten Turgutluspor ausgeliehen. Bei diesem Verein gab er am 8. September 2013 gegen Pendikspor sein Profidebüt. 2014 wurde er wieder verliehen, diesmal an Manisaspor. Sein Ligadebüt für Manisaspor gab er am 30. August 2014 gegen Alanyaspor, das Spiel verlor Manisaspor mit 0:3.
Zur Saison 2015/16 wechselte er zum Zweitligisten Gaziantep Büyükşehir Belediyespor. Die Rückrunde der Saison 2016/17 verbrachte er als Leihspieler bei seinem früheren Verein Manisaspor. Im Sommer 2017 wurde er vom Istanbuler Drittligisten Fatih Karagümrük SK verpflichtet. Nach einer halben Saison wechselte er innerhalb der 3. Liga zu Hatayspor. Mit diesem Verein erreichte er zum Saisonende die Meisterschaft der TFF 2. Lig und damit den Aufstieg in die TFF 1. Lig. Anschließend wechselte er zur Saison 2018/19 zum Zweitligisten Adanaspor.

### Nationalmannschaft
Sazdağı spielte 2013 mehrmals für die türkische U-19-Nationalmannschaft. Mit der U-19 nahm er an den Mittelmeerspielen 2013 teil. Hier erreichte er mit seiner Mannschaft das Turnierfinale. Im Finale unterlag man der marokkanischen U-19-Nationalmannschaft und wurde Silbermedaillengewinner.
2014 debütierte er für die türkische U-21-Nationalmannschaft.

## Erfolge
Mit Hatayspor
- Meister der TFF 2. Lig und Aufstieg in die TFF 1. Lig: 2017/18

Türkische U-19-Nationalmannschaft
- Silbermedaille bei den Mittelmeerspielen: 2013